# Gogo (geslacht)
Gogo is een geslacht van straalvinnige vissen uit de familie van de christusvissen (Anchariidae).

## Soorten
- Gogo arcuatus Ng & Sparks, 2005
- Gogo atratus Ng, Sparks & Loiselle, 2008
- Gogo brevibarbis (Boulenger, 1911)
- Gogo ornatus Ng & Sparks, 2005